# Маріліза Ксенояннакопулу
Маріліза Ксенояннакопулу (грец. Μαριλίζα ενογιαννακοπούλου), грецька вимова: [ mariˈliza ksenoʝanakoˈpulu]) — грецька політична діячка та адвокатка. Вона була міністром охорони здоров'я та соціальної солідарності (2009—2010 р.р.), заступницею міністра закордонних справ, відповідальною за європейські справи (2010—2012 р.р.), депутаткою Парламенту Греції (2007—2012 р.р.) та Європейського парламенту (2004—2007 р.р.). Вона виконувала обов'язки секретаря Національного комітету ПАСОК, була членкинею Партії європейських соціалістів (2005—2006 р.р.).
10 лютого 2012 року вона подала у відставку з уряду, пославшись на заперечення щодо умов другої допомоги ЄС та МВФ Греції. 1 листопада 2012 року вона вийшла з ПАСОК, висловлюючи свої заперечення щодо нових заходів жорсткої економії, прийнятих грецьким коаліційним урядом, і заявивши, що партія більше не представляє її «ідеологічно та політично».

## Раннє життя та освіта
Маріліза Ксенояннакопулу народилася в Афінах в 1963 році. Її родина походить з Кефалонії та Мессенії. Навчалася в юридичному факультеті національного університету імені Каподистрії в Афінах (1980—1985 р.р.) і продовжила аспірантуру в Університеті Сорбонни (Париж I) — DEA в публічному праві (1986 р.).

## Кар'єра
Маріліза Ксенояннакопулу — адвокат (з 1987 року). У 1986 році вона почала працювати в якості наукової співробітниці Парламентської групи ПАСОК в Європейському парламенті. З 1991 по 1995 р.р. працювала членкинею Секретаріату Парламентської групи Партії європейських соціалістів в Європейському Парламенті, після чого вона була призначена заступницею директора офісу грецького комісара в Європейській Комісії в Брюсселі (1995—1999 р.р.).
З 2002 року до виборів у березні 2004 року вона обіймала посаду Генерального секретаря з торгівлі Міністерства розвитку в Греції. На цій посаді вона працювала на підтримку малих та середніх підприємств, прозорість ринкових цін, включення торгівлі до європейських програм, модернізацію правових рамок вуличних ринків та зміцнення захисту споживачів. Вона відповідала за координацію ініціатив Міністерства розвитку під час головування в ЄС Греції в 2003 році.

## Політична кар'єра
Її участь у суспільному житті починається з її шкільних днів. В університеті вона була активною членкинею ПАСП і ПАСОК Молодь (1980—1985 р.р.) і членкинею Правління Асоціації студентів права (1982—1983 р.р.). Коли вона була членкинею Управління міжнародних зв'язків Молодіжного комітету ПАСОК, вона мала можливість представляти її на ряді міжнародних заходів (1983—1985 р.р.). Вона також була представницею ПАСОК при президентстві Партії європейських соціалістів (1989—1991 р.р.) та Соціалістичному Інтернаціоналі (1990—1992 р.р.).
Під час своєї довгої кар'єри в партії Маріліза Ксенояннакопулу була членкинею Центрального Комітету ПАСОК (1994—2005 р.р.) та Національної ради (2005—2012 р.р.), членкинею Комітету з міжнародних відносин (1985—1999 р.р.), і заступницею секретаря відділу місцевої адміністрації (1999—2005 р.р.).
На європейських виборах 2004 року вона була обрана депутаткою Європарламенту (2004—2007 р.р.) і була призначена лідеркою Парламентської делегації ПАСОК в Європейському Парламенті. Вона перебувала в парламентських комітетах з питань бюджету, бюджетного контролю, енергетики, промисловості та досліджень, а також у Спеціальному комітеті з нових фінансових перспектив ЄС. В Європейському Парламенті вона була Доповідачкою з питань виконання бюджету ЄС на 2003-й фінансовий рік, а також фінансування Сьомої Рамкової програми ЄС з досліджень і технологічного розвитку.
16 березня 2005 року Маріліза Ксенояннакопулу була обрана першою жінкою-секретарем Національної ради (2005—2006 р.р.) і на цій посаді працювала для політичної та організаційної реконструкції ПАСОК та для місцевих виборів 2006 року. Як член Політичної ради ПАСОК (2006—2009 р.р.) вона відповідала за організацію політичної конференції ПАСОК (2007 р.) і була призначена доповідачем нового статуту ПАСОК на конгресі партії (2008 р.) та виборчої програми ПАСОК (2009 р.).
Маріліза Ксенояннакопулу була обрана депутаткою другого округу Афін на загальних виборів 2007 та 2009 років. Вона виконувала обов'язки міністрки охорони здоров'я та соціальної солідарності (2009—2010 р.р.) та альтернативного міністра закордонних справ (2010—2012 р.р.).
Як міністр охорони здоров'я вона була відповідальною за національну систему охорони здоров'я та реалізовану політику охорони здоров'я. Вона брала участь у Раді міністрів охорони здоров'я і тісно співпрацювала з Європейською Комісією та Всесвітньою організацією охорони здоров'я для боротьби з епідемією грипу H1N1. Вона працювала на модернізацію національної системи охорони здоров'я, модернізацію регіональних лікарень та медичних послуг на островах. Вона сприяла процедурам прозорості та реструктуризації національної системи охорони здоров'я, зокрема, шляхом створення електронного наглядового органу для медичних закупівель, процедур електронних закупівель та нових положень щодо закупівель ліків. Вона запровадила закон про заборону куріння.
Як заступниця міністра закордонних справ вона відповідала за європейські питання, брала участь у Раді загальних справ та Раді зовнішніх справ, несла відповідальність за підготовку засідань Європейської Ради від імені уряду Греції, дотримання інституційних питань ЄС, політики розширення ЄС, відносин з країнами Південно-Східної Європи та переговорів щодо нових фінансових перспектив ЄС і бюджету Співтовариства на період 2014—2020 років.
Керувала юридичною службою Міністерства у зв'язку з включенням в ЄС правової системи Греції, а також представництва Греції в Європейському суді.
10 лютого 2012 року Маріліза Ксенояннакопулу подала у відставку з уряду, пославшись на незгоду з умовами другої допомоги ЄС та МВФ, зокрема щодо положень про колективні переговори та соціальні права, проти яких проголосували проти у парламенті (12 лютого 2012 року). Внаслідок цього, вона була виключена з парламентської групи ПАСОК. Вона взяла участь у загальних виборах у травні та червні 2012 року як кандидатка ПАСОК, тоді як вона публічно підтримувала перспективу прогресивного коаліційного уряду, який після переговорів має переглянути угоду про допомогу.
1 листопада 2012 року вона подала у припинила своє членство в ПАСОК, висловивши свої заперечення щодо нових заходів жорсткої економії та заявивши, що партія більше не представляє її «ідеологічно та політично».